# آژانس فدرال مدیریت اموال دولتی
آژانس فدرال مدیریت اموال دولتی (انگلیسی: Federal Agency for State Property Management) یکی از ادارات زیر مجموعهٔ «وزارت توسعه اقتصادی روسیه» است که کارش مدیریت اموال دولتی آن کشور است.
این اداره با «فرمان ریاست‌جمهوری شماره ۳۱۴» که در تاریخ ۹ مارس ۲۰۰۴ میلادی توسط ولادیمیر پوتین امضا شد، بنیان نهاده شد. این اداره مابین سال‌های ۱۹۹۰ تا ۲۰۰۴، خود یک وزارتخانهٔ مجزا بود، ولی هم‌اکنون به‌عنوان یک سازمان تابعه وزارت اقتصاد روسیه فعالیت می‌کند.